# Robin Zijlstra
 (janvier 2019).
Si vous disposez d'ouvrages ou d'articles de référence ou si vous connaissez des sites web de qualité traitant du thème abordé ici, merci de compléter l'article en donnant les références utiles à sa vérifiabilité et en les liant à la section « Notes et références ».
Pour les articles homonymes, voir Zijlstra.
Robin Zijlstra, né le 17 février 1980 à Amersfoort, est un acteur et chanteur néerlandais.

## Carrière
Autre que son travail d'acteur, Robin s'est fait connaître en 2004 grâce à sa participation à la deuxième saison du programme télévisé musical Idol. Lors de la deuxième émission en direct, il a obtenu le plus petit nombre de voix et a dû quitter l’émission.

## Filmographie

### Cinéma et téléfilms
- 2005 : La Fille : Thijs
- 2005-2006 : Hotnews.nl (nl) : Daniel
- 2006 : Grijpstra & de Gier (nl) : Tonny Olij
- 2007-2008 : Goede tijden, slechte tijden : Milan Verhagen
- 2016 : The Passion (nl) : Le mauvais prisonnier

## Vie privée
Robin a une fille avec sa petite amie Linda avec qui il est en couple depuis janvier 2011. Le 5 juin 2012, le couple s'est marié à Ibiza.